# Уряд Словаччини
Уряд Словаччини (словац. Vláda Slovenskej republiky) — вищий орган виконавчої влади Словаччини.

## Діяльність
Кабінет призначається президентом за рекомендацією прем'єр-міністра.

## Голова уряду
Уряд очолює прем'єр-міністр Словаччини, який призначається Президентом Словаччини. 
- Прем'єр-міністр — Едуард Геґер (словац. Eduard Heger).
- Віцепрем'єр-міністр з економічних питань та міністр економіки — Ріхард Сулик (словац. Richard Sulík).
- Віцепрем'єр-міністр та міністр фінансів — Ігор Матович (словац. Igor Matovič).
- Віцепрем'єр-міністр з питань законодавства та стратегічного планування — Штефан Голи (словац. Štefan Holý).

## Кабінет міністрів
Склад чинного уряду подано станом на 8 червня 2020 року.
| Логотип | Міністерство                                                                                               | Міністр                             | Фото | Час на посаді   | Час на посаді | Партія | Партія  | Вебсайт                                                            |
| ------- | --- | ----------------------------------- | ---- | --------------- | ------------- | ------ | ------- | ------------------------------------------------------------------ |
|         | Міністерство внутрішніх справ (Ministerstvo vnútra SR; MV SR)                                              | Роберт Калиняк (Robert Kaliňák)     |      | 23 березня 2016 | —             |        | Smer–SD | http://www.minv.sk/ [Архівовано 25 серпня 2019 у Wayback Machine.] |
|         | Міністерство екології (Ministerstvo životného prostredia SR)                                               | Ласло Солімос (László Solymos)      |      |                 |               |        |         |                                                                    |

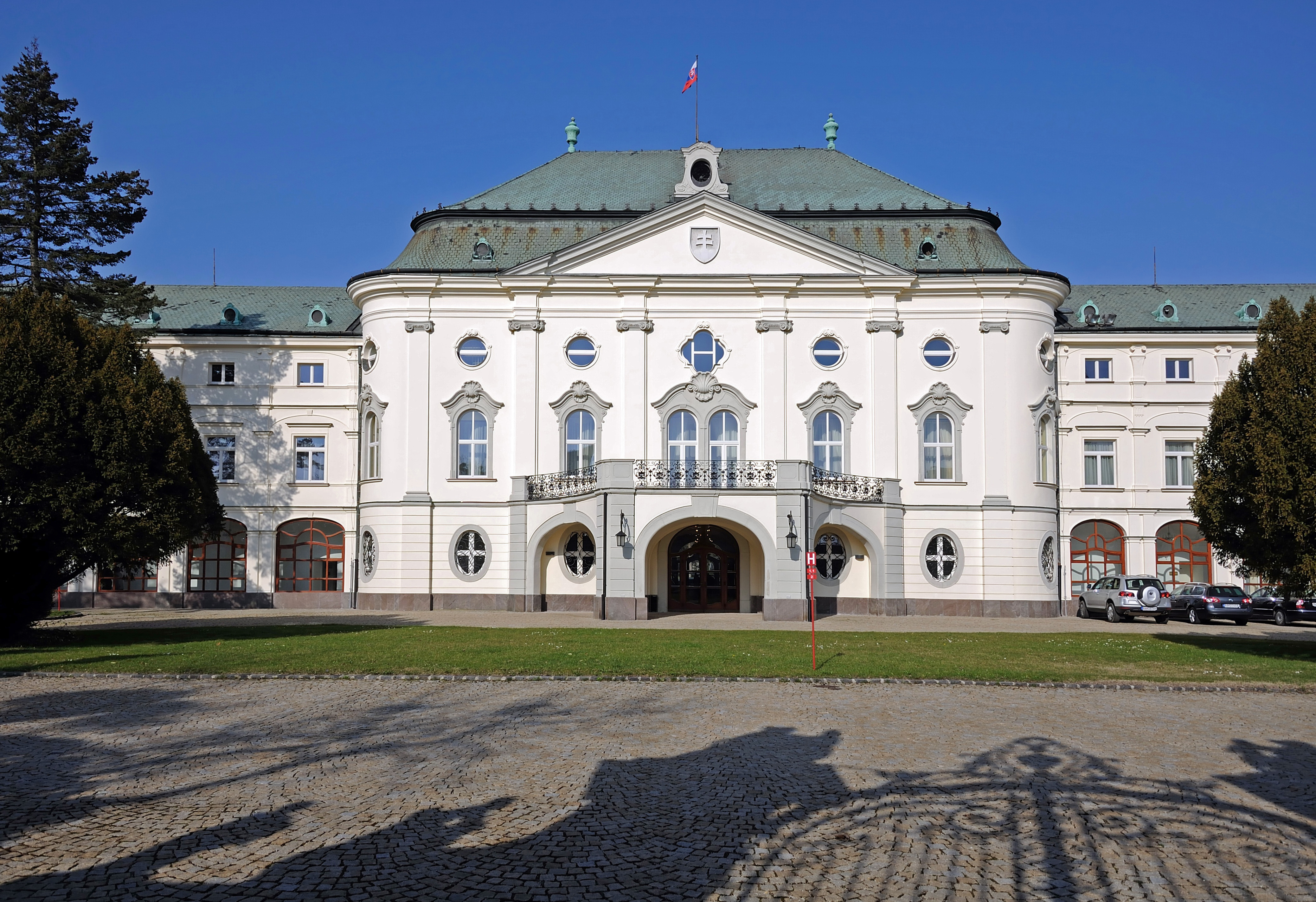
Будинок уряду

|         | Міністерство економіки (Ministerstvo hospodárstva SR)                                                      | Петер Жига (Peter Žiga)             |      |                 |               |        |         |                                                                    |
|         | Міністерство закордонних і європейських справ (Ministerstvo zahraničných vecí a európskych záležitostí SR) | Іван Корчок (Miroslav Lajcak)       |      |                 |               |        |         |                                                                    |
|         | Міністерство культури (Ministerstvo kultúry SR, MK SR)                                                     | Марек Мадарич (Marek Madaric)       |      |                 |               |        |         |                                                                    |
|         | Міністерство оборони (Ministerstvo obrany SR)                                                              | Петер Гайдош (Peter Gajdos)         |      |                 |               |        |         |                                                                    |
|         | Міністерство освіти, науки, досліджень і спорту (Ministerstvo školstva, vedy, výskumu a športu SR)         | Петер Плавчан (Peter Plavcan)       |      |                 |               |        |         |                                                                    |
|         | Міністерство охорони здоров'я (Ministerstvo zdravotníctva SR, MZ SR)                                       | Томаш Друкер (Tomáš Drucker)        |      |                 |               |        |         |                                                                    |
|         | Міністерство праці, соціальної політики і сім'ї (Ministerstvo práce, sociálnych vecí a rodiny SR)          | Ян Ріхтер (Ján Richter)             |      |                 |               |        |         |                                                                    |
|         | Міністерство сільського господарства і розвитку (Ministerstvo pôdohospodárstva a rozvoja vidieka SR)       | Габріела Матечна (Gabriela Matecna) |      |                 |               |        |         |                                                                    |
|         | Міністерство транспорту і будівництва Ministerstvo dopravy a výstavby SR, MDV SR)                          | Арпад Ерсек (Arpád Érsek)           |      |                 |               |        |         | http://mindop.sk [Архівовано 3 квітня 2022 у Wayback Machine.]     |
|         | Міністерство фінансів (Ministerstvo financií SR, MF SR)                                                    | Петер Казимір (Peter Kazimir)       |      |                 |               |        |         |                                                                    |
|         | Міністерство юстиції (Ministerstvo spravodlivosti SR)                                                      | Луция Житнянська (Lucia Žitňanská)  |      |                 |               |        |         |                                                                    |